# Azumi 2: Death or Love
Azumi 2: Death or Love is een Japanse film uit 2005 onder regie van Shusuke Kaneko.

## Verhaal
Azumi en Nagara gaan door met hun lijst en zijn op jacht op Masayuki Sanada. Onderweg ontmoet Azumi Ginkaku, een man die veel lijkt op haar overleden vriend Nachi. Nagara ontmoet Kozue, een vrouw die met Azumi en hem meereist maar toch een spion blijkt te zijn. Azumi worstelt ook met haar emotionele gevoelens. Wil ze wel blijven moorden?

## Rolverdeling
| Acteur             | Personage     |
| ------------------ | ------------- |
| Aya Ueto           | Azumi         |
| Yuma Ishigaki      | Nagara        |
| Chiaki Kuriyama    | Kozue         |
| Shun Oguri         | Ginkaku       |
| Kenichi Endo       | Sajiki Isshin |
| Kai Shishido       | Hanzou        |
| Eugene Nomura      | Samurai Z     |
| Tak Sakaguchi      | Tsuchi-gumo   |
| Shôichirô Masumoto | Saburouta     |
| Kenji Takechi      | Kiheita       |
| Ai Maeda           | Chiyo         |
| Toshie Negishi     | Yone          |